# Veronica aznavourii
Veronica aznavourii är en grobladsväxtart som beskrevs av Dörfler. Veronica aznavourii ingår i släktet veronikor, och familjen grobladsväxter. Inga underarter finns listade i Catalogue of Life.